# Elecciones parlamentarias de Chipre del Norte de 2022
El 23 de enero de 2022 se celebraron elecciones parlamentarias anticipadas en Chipre del Norte. Antes de las elecciones, el gobierno estaba encabezado por el primer ministro Faiz Sucuoğlu del Partido de Unidad Nacional (UBP). El gabinete de Sucuoğlu , se formó en noviembre de 2021 y fue un gobierno de coalición minoritario del Partido de Unidad Nacional (UBP) y el Partido Demócrata (DP). Funcionó como un gobierno interino hasta las elecciones anticipadas.
El Partido de Unidad Nacional ganó 24 escaños, ganando tres en comparación con las elecciones anteriores de 2018. El principal partido de oposición, el Partido Republicano Turco, ganó 18 escaños, ganando seis. Otros tres partidos ganaron escaños; el Partido Demócrata y el Partido Popular obtuvieron tres escaños, mientras que el Partido Renacimiento ganó dos. El Partido Democracia Comunal perdió todos los escaños que ocupaba.

## Partidos participantes
| Partido | Partido                                               | Ideología                           | Líder          |
| ------- | ----------------------------------------------------- | ----------------------------------- | -------------- |
|         | Partido de Unidad Nacional (UBP)                      | Nacionalismo turco, conservadurismo | Faiz Sucuoğlu  |
|         | Partido Republicano Turco (CTP)                       | Socialdemocracia, pro-reunificación | Tufan Erhürman |
|         | Partido Demócrata (DP)                                | Nacionalismo turco, conservadurismo | Fikri Ataoğlu  |
|         | Partido Popular (HP)                                  | Centrismo                           | Kudret Özersay |
|         | Partido del Renacimiento (YDP)                        | Nacionalismo turco                  | Erhan Arıklı   |
|         | Partido de la Democracia Comunal (TDP)                | Socialdemocracia, pro-reunificación | Cemal Özyiğit  |
|         | Partido Comunal de Liberación-Nuevas Fuerzas (TKP-YG) | Socialdemocracia, pro-reunificación | Mehmet Çakıcı  |

## Resultados
|  | 39.54 % |

|  | 32.04 % |

|  | 7.41 % |

|  | 6,68 % |

|  | 6.39 % |

|  | 4.42 % |

|  | 1.96 % |

|  | 1.54 % |

|  | 0.02 % |

|  | 100 % |

|  | 57.62 % |

|  | 100 % |

## Formación de gobierno
Justo después de las elecciones quedó claro que un gobierno sin el Partido de Unidad Nacional (UBP) no se podía realizar, ya que necesitaría 4 partidos para juntar 26 escaños (contra los 24 de UBP) y con ideas opuestas en cuanto a una solución con el vecino en el sur. El UBP dejó claro que contemplaba 3 posibilidades de coaliciones:
- UBP-CTP con 42 escaños, difícil de realizar por las ideas opuestas en cuanto a la solución del problema de Chipre.
- UBP-DP-HP con 30 escaños, el HP insistió en formar un bipartito UBP-HP basado en 27 escaños que el UBP no contemplóº.
- UBP-DP-YDP con 29 escaños, no fue la fórmula preferida del UBP, pero tampoco una opción que rechazó.

ºEl UBP no contemplaba mayorías de 26 (UBP-YDP) o 27 (UBP-DP / UBP-HP) por los problemas de quorum que esto causó en la legislatura anterior con ministros que a la vez son parlamentarios, pero también con ausencias por enfermedades y tienen que haber al menos 26 parlamentarios presentes para abrir sesión del parlamento y la oposición no suele ayudar al gobierno en este asunto.
El 8 de febrero el presidente de Chipre del Norte, Ersin Tatar, dio el mandato de formar gobierno a Faiz Sucuoğlu que tuvo 15 días para formar gobierno.
El 19 de febrero Faiz Sucuoğlu declaró que llegaron a un acuerdo para formar un gobierno de coalición de los partidos UBP-DP-YDP. El gobierno iba a tener 8 ministros de UBP y DP-YDP 1 cada uno.
El 21 de febrero Faiz Sucuoğlu presentó su lista de gobierno al presidente.
El 3 de marzo el parlamento dio la confianza al gobierno en una votación cuyo resultado fue 29 votos a favor, 20 en contra y con un miembro del CTP, partido de la oposición, ausente.